# Blasicrura pallidula
Blasicrura pallidula is een slakkensoort uit de familie van de Cypraeidae. De wetenschappelijke naam van de soort is voor het eerst geldig gepubliceerd in 1849 door John Samuel Gaskoin.